# شهرستان پوگاچیوفسکی
شهرستان پوگاچیوفسکی (به لاتین: Pugachyovsky District) یک شهرستان در روسیه است که در استان ساراتوف واقع شده‌است.